# 방경란
방경란(1989년 2월 27일 ~ )은 대한민국의 2013년 미스코리아 인천 선(善) 출신 가수이다. 걸 그룹 케이걸즈의 멤버였다.

## 프로필
- 출생: 1989년 2월 27일
- 신체: 170.8cm, 50kg, 34-24-34
- 학력: 동덕여자대학교 방송연예과
- 수상: 2013년 미스코리아 인천 선(善)
- 경력: 2013년 노원구 자살예방 홍보대사, 2014년 한국청소년육성연맹 홍보대사, 초록우산 어린이재단 홍보사절단, 착한 저작권 굿C 홍보대사
- 취미: 사진촬영, 승마
- 특기: 피아노, 댄스

## 같이 보기
- 2013년 미스코리아
- 미스코리아 인천